# Kniaża Krynycia
Kniaża Krynycia (ukr. Княжа Криниця) – wieś na Ukrainie, w obwodzie czerkaskim, w rejonie humańskim, siedziba rady wiejskiej. W 2023 roku liczyła 785 mieszkańców.
Obok miejscowości przepływa rzeka Tykicz Górny.

## Historia
W 1627 roku była prywatnym miastem szlacheckim stanowiącym własność kasztelana krakowskiego Jerzego Zbaraskiego. W okresie Rzeczypospolitej Obojga Narodów dobra Kniaża Krynica należały także do Czetwertyńskich. Następnie drogą małżeństwa Krystyny z Czetwertyńskich, córki chorążego wołyńskiego Stefana, z Karolem Aleksandrem Krasickim weszły w posiadanie Krasickich. Ostatnim dziedzicem Kniażej Krynicy był Jan Gotfryd Godfryd hrabia Biberstein-Krasicki z Siecina h. Rogala (zm. w 1922 r.).
W XIX wieku było to miasteczko w ujeździe lipowieckim guberni kijowskiej. Urodził się tu Seweryn Gałęzowski. W 1917 roku mieszkało tu 1795 osób: 9 katolików, 12 raskolników, 36 żydów i 1738 prawosławnych.
Siedziba dawnej gminy Kniaża Krynica w powiecie lipowieckim Ukrainy.
Po wojnie domowej w Rosji i wojnie polsko-bolszewickiej miejscowość znalazła się w granicach USRR.
Obecnie we wsi istnieje cerkiew i parafia prawosławna eparchii humańskiej UKP (PM).

## Urodzeni w Kniażej Krynyci
- Seweryn Gałęzowski – polski lekarz, chirurg, powstaniec listopadowy i działacz społeczno-polityczny. Kawaler Orderu Virtuti Militari[6].